# 西宮市津門中央公園野球場
西宮市津門中央公園野球場（にしのみやしつとちゅうおうこうえんやきゅうじょう）は、兵庫県西宮市の津門中央公園内にある野球場。
2022年に、関西独立リーグ（さわかみ関西独立リーグ）の兵庫ブレイバーズが公式戦1試合を開催し、2023年も1試合が開催された。

## 施設概要
- 面積：㎡
- 内野：土 外野：天然芝[3]
- 両翼：91m 中堅：112m[3]
- 収容人員：約1,000人
- 照明：なし
- スコアボード：パネル式

## 交通アクセス
- 阪急今津線・阪神本線の今津駅から徒歩約10分[4]